# يامن بن زكري
يامن بن ذكري (6 أكتوبر 1979) لاعب كرة قدم تونسي يلعب حاليا لصالح نادي السالمية الكويتي في خط الدفاع من 2011.

## روابط خارجية
- يامن بن زكري على موقع رابطة كرة القدم الفرنسية للمحترفين (الإنجليزية)
- يامن بن زكري على موقع قاعدة بيانات كرة القدم.إي يو (الإنجليزية)
- يامن بن زكري على موقع ناشيونال فوتبول تيمز (الإنجليزية)